# オトナへのトビラTV
オトナへのトビラTV（オトナへのトビラティーヴィー）は2012年4月5日から2015年3月26日までNHK Eテレで放送されていたテレビ番組。

## 概要
社会の入り口に立つ10代の若者を『プレオトナ』と命名し、プレオトナに向けて幸せな未来を手に入れるために役立つ情報を届ける番組。
2010年11月6日の『ETVワイド ともに生きる』にて第1回が放送。2011年夏に4回シリーズを放送。2012年1月1日の各種募集を兼ねた事前番組（3月まで複数回再放送）を経て、2012年4月5日からレギュラー放送が開始された。
2015年4月2日からヒャダインと篠田麻里子が司会を務める『オトナヘノベル』にリニューアル。

## 放送時間
いずれもNHK Eテレで放送。
2012年4月5日 - 2014年3月27日
- 本放送：木曜日19:25-19:55
- 再放送：月曜日24:30-25:00

2014年4月3日 - 2015年3月26日
- 本放送：木曜日19:25-19:55
- 再放送：月曜日24:25-24:55

## 出演者
2010年11月6日
- 司会：オリエンタルラジオ
- ナレーション：神田愛花、廣田直敬

2011年7月25日 - 2011年7月28日
- 司会：佐野和真
- ナレーション：神田愛花、玄田哲章

2012年1月1日
- ナレーション：江崎史恵

2012年4月5日 - 2014年3月27日
このシリーズでは、「ある雑貨屋でマスターと店員と客が会話している」という舞台設定で番組が進行した。
- 雑貨屋のマスター（メインMC）：有吉弘行
- 雑貨屋の店員（アシスタント）：鈴木奈々（2012年度は準レギュラー、2013年度はレギュラー）、西川瑞希、長野有里奈
- ナレーション：片山千恵子

2014年4月3日 - 2015年3月26日
- 司会：ヒャダイン
- ナレーション：片山千恵子
- 番組キャラクター：ヒャダじろう & ニャダ丸（ヒャダじろうの声は片山千恵子が担当。キャラクターデザインはBitte-changのもの。）